# آشلي يانغ
آشلي يانغ (بالإنجليزية: Ashleigh Young)‏ (1983 في نيوزيلندا)؛ كاتِبة وشاعرة نيوزيلندية. درست في جامعة فيكتوريا.